# House, MD
House, titulada també House, MD, és una sèrie de televisió dels Estats Units. Aquest drama televisiu va debutar a la pantalla petita la tardor de 2004 i ha obtingut diferents premis i nominacions, entre els quals destaca el Globus d'Or per a l'actor britànic Hugh Laurie. Laurie interpreta el paper del Dr.Gregory House, un metge genial i egocèntric que és el líder d'un equip mèdic en l'hospital universitari fictici Princeton-Plainsboro Teaching Hospital a Nova Jersey. La principal funció de l'equip és el diagnòstic i tractament de malalties estranyes. La majoria de capítols comencen mostrant com els diferents pacients emmalalteixen en circumstàncies curioses.

## Informació sobre la producció
La sèrie és una coproducció entre Fox Broadcasting Company, Heel and Toe Films, Shore Z Productions i Bad Hat Harry Productions associades a la NBC. Totes tres companyies són responsables de la producció de House, MD i els seus representants són els productors executius de la sèrie. Igualment la productora MORATIM, amb capital alemany ha produït 5 capítols de la segona temporada de la sèrie.

### Càsting
Els productors van tenir molts problemes per trobar un bon actor que fes el personatge del Dr.Gregory House. Quan Hugh Laurie (de nacionalitat anglesa) va fer les proves, Bryan Singer (un dels directors) el va assenyalar com un exemple de l'autèntic actor estatunidenc sense conèixer la procedència de Laurie. Una vegada escollit, Laurie va comentar que se sentia culpable per haver-se convertit en una versió falsa del seu pare, metge de professió.

### Rodatge
Les escenes rodades fora del Princeton-Plainsboro Teaching Hospital són realment Princeton University's Frist Campus Center. Durant el rodatge es va haver de prohibir el sudoku a causa del fet que la gran afició entre els membres de l'equip provocava problemes en la filmació de la sèrie.

### Emissions
Als EUA la sèrie comença a emetre's el 16 de novembre de 2004, acabant la primera temporada el maig de 2005. La segona temporada, va emetre l'últim capítol de la sèrie el maig de 2006. La tercera temporada es va estrenar el 5 de setembre de 2006.

## Personatges
- Dr.Gregory House (Hugh Laurie): 
  - Especialista en nefrologia
  - Metge de fama mundial per les seves habilitats com a diagnosticador, i probablement també per la seva poca empatia amb els pacients. Dirigeix el departament de diagnòstics i és l'encarregat de resoldre els casos d'infeccions més estranyes i complexes amb l'ajuda dels seu equip i, ocasionalment, la del seu millor amic el Dr. James Wilson. Un infart muscular a la cama li provoca una coixesa permanent. La decisió de deixar morir el múscul la pren la seva dona (Stacy Warner), quan House es troba en un coma induït per evitar patir el dolor. El personatge està inspirat en el famós detectiu Sherlock Holmes.[3] També se'l compara amb altres personatges com Cyrano de Bergerac o el professor Henry Higgins.

- Dr. Eric Foreman (Omar Epps)
  - Especialista en neurologia
  - D'ètnia afroamericana sovint se sent maltractat pel seu cap. Sol ésser enviat a les investigacions menys convencionals, a vegades fins i tot delictives, a causa dels seus antecedents com a delinqüent juvenil. Durant un petit període es fa càrrec de l'equip, ja que House es troba sancionat per causes disciplinàries. Es destaca d'ell la seva alta competitivitat a la feina i el seu poc companyonia en furtar-li a la Dra. Cameron l'article científic que ella havia estat treballant durant bastant de temps.

- Dr. Robert Chase (Jesse Spencer)
  - Especialista en medicina intensiva
  - D'origen australià mostra una gran ambició que el porta a enfrontar-se amb els seus companys. Procedeix d'una família rica, però no té relacions amb el seu pare (qui mor durant la segona temporada) i la seva mare mor quan tenia 16 anys. Durant la segona temporada manté relacions sexuals amb la seva companya Cameron.

- Dra. Allison Cameron (Jennifer Morrison)
  - Especialista en immunologia
  - House reconeix que contracta Cameron perquè "Està bona". Viuda, s'enamora de House i fins i tot aconsegueix tenir una cita amb ell, però sense aconseguir res. Durant una prova es veu esquitxada per sang amb el virus VIH el que manté la tensió per un possible contagi. Durant la segona temporada manté relacions sexuals amb el seu company Chase. Probablement, és el personatge més sensible als problemes, malalties i especialment pèrdues de sers estimats que tenen els personatges de la sèrie.

- Dr. James Wilson (Robert Sean Leonard) 
  - Especialista en oncologia
  - El millor amic de House, el Dr.Wilson és un respectat oncòleg qui acostuma a treure les castanyes del foc a House, i qui moltes vegades deriva els seus pacients cap a ell. És divorciat i amb seriosos problemes per mantenir relacions de fidelitat.

- Dra. Lisa Cuddy (Lisa Edelstein)
  - Gerent de l'Hospital
  - En ser la cap de House, viu una relació d'amor i odi amb ell. Per un cantó contínuament, el renya per la seva insubordinació mentre que per l'altre sempre admira la seva capacitat per resoldre els diferents enigmes mèdics

- Dr. Chris Taub (Peter Jacobson)
  - Cirurgià plàstic
  - Apareix per primer cop en la quarta temporada de la sèrie. Es tracta d'un doctor amb una dilatada experiència que es demostrarà un molt eficaç aliat de House en la seva permanent lluita per trencar les normes.

- Dr. Lawrence Kutner (Kal Penn)
  - Especialista en medicina esportiva
  - Apareix per primer cop en la quarta temporada. La seva poca traça serà motiu de bromes en més d'una ocasió així com la seva actitud distreta, en especial quan intenta reanimar un pacient en una cambra hiperbàrica (Cambra plena d'oxigen) provocant un incendi.

- Dra. Remy Hadley, Tretze (Olivia Wilde)
  - Internista
  - Apareix per primer cop en la quarta temporada de la sèrie. El seu sobrenom prové amb tota seguretat del número que tenia durant el procés de selecció per la plaça d'ajudant de House. Pràcticament no es revela cap informació sobre la seva vida privada, excepte que la seva mare va morir d'una greu malaltia (la corea de Huntington) que ella també podria patir. Aquest misticisme farà les delícies de House en més d'una ocasió.

- Stacy Warner (Sela Ward)
  - Advocada
  -  Divorciada del Dr.House, Warner és qui decideix el tractament que ha de seguir House i que li comporta la pèrdua de la mobilitat total de la seva cama. El seu personatge, reapareix quan necessita l'ajuda de House per salvar el seu actual marit, que pateix una estranya malaltia. Quan House el salva, comença un estira-i-arronsa romàntic i emocional entre els dos personatges que acaba quan House li demana que torni amb el seu marit perquè ell mai podrà fer-la feliç.

- Michael Tritter (David Morse)
  - Policia
  -  Després de rebre la humiliació de House a la consulta, qui el deixa abandonat amb el termòmetre dins l'anus, decideix fer una croada en contra de House, intentant tancar-lo per possessió i tràfic de drogues.

## Curiositats
- El tema d'obertura de la sèrie als EUA és Teardrop, del grup Massive Attack. A causa de problemàtiques amb els drets d'autor i de llicència, aquesta música no s'utilitza al Regne Unit, Austràlia, Portugal, Espanya, Itàlia, Israel, Nova Zelanda i Llatinoamèrica; en aquests llocs, l'obertura és un tema de Scott Donaldson i Richard Noland anomenat House

- El doctor House va néixer l'11 de juny de 1959, el mateix dia que Hugh Laurie. Això es pot veure en el capítol final de la segona temporada. En aquest capítol, House es troba ingressat després d'un tiroteig i porta una polsera identificativa amb el format de data de naixement dels EUA (06-11-59).

- Jesse Spencer, que interpreta el doctor Robert Chase, té familiars metges: el seu pare i els seus dos germans són metges a Austràlia, mentre que la seva germana és estudiant de medicina. Segons asseguren, mentre veuen la sèrie els germans Spencer intenten esbrinar la patologia del pacient seguint l'argot mèdic de la sèrie.

- A l'episodi Clueless, House i Wilson estan revisant la llista de sèries de TV gravades per House. En ella, apareixen l'escurçó negre, The New Yankee Workshop, SpongeBob Squarepants, The O.C. i Monster Truck Jam. L'actor Hugh Laurie va participar en l'Escurçó negre.

- House condueix una Honda CBR1000RR Repsol, rèplica de la moto oficial de l'equip REPSOL-HONDA que piloten Nicky Hayden i Daniel Pedrosa durant la temporada 2006.

- La majoria de les ales de l'hospital (per exemple Cuyler Wing o Witherspoon Wing) prenen els seus noms dels dormitoris de la Princeton University.

- Les sigles MD que acompanyen el títol de la sèrie signifiquen que en House ha acabat la seva tesi doctoral i és Doctor en Medicina. A diferència del català en el que no hi ha diferenciació entre els metges i els doctorats, als quals s'anomenen doctors, en l'anglès Doctor o Dr. són tots aquells que exerceixen la professió de medicina, mentre que els Doctorats mostren la titulació al final (MD, PhD, PsyD, etc.)
- La casa on viu House, que es pot veure en diverses escenes de la sèrie, és el número 221 B. Una referència a Sherlock Holmes, que vivia al 221B de Baker Street.[4]

## Episodis
Vegeu Llista d'episodis de House, MD
La sèrie està formada per un total de 8 temporades i 177 episodis.

## Premis

### Guanyats
- 2005 American Film Institute: Millor Programa de l'any
- 2005 BMI Film & TV Awards: Millor música de TV - Robert del Naja, Grant Marshall, Mushroom Vowles.
- 2005 Emmy millor drama: "Three Stories" escrita per David Shore.[5]
- 2005 Satellite Awards Millor actor en drama: Hugh Laurie
- 2005 Satellite Awards Millor actriu de repartiment en drama - Lisa Edelstein
- 2005 Satellite Awards Millor sèrie dramàtica
- 2005 Television Critics Association Awards  Millor interpretació en drama: Hugh Laurie
- 2006 Globus d'or Millor actor en drama: Hugh Laurie

### Nominats
- 2005 Emmy millor actor: Hugh Laurie
- 2005 Emmy millor composició musical per a una sèrie: Christopher Hoag (Música del capítol pilot)
- 2005 Emmy millor Casting: Amy Lippens
- 2005 Emmy millor disseny: - Matt Mulder, Jake Sargent, Dan Brown, Dave Malloy;
- 2005 NAACP Image Award al millor actor de repartiment: Omar Epps
- 2005 Golden Reel Award millor edició curta en TV: Barbara Issak, Craig T. Rosevear, Bradley L. North per l'episodi Paternity
- 2005 Satellite Awards a la millor sèrie llançada en DVD (Temporada 1)
- 2005 Television Critics Association Awards millor drama;
- 2005 Television Critics Association Awards millor programa novell de l'any

## Actors secundaris
- Donzaleigh Abernathy.